# Triacanthagyna ditzleri
Triacanthagyna ditzleri är en trollsländeart som beskrevs av Williamson 1923. Triacanthagyna ditzleri ingår i släktet Triacanthagyna och familjen mosaiktrollsländor. Inga underarter finns listade i Catalogue of Life.